# Ponte dell’Olio
Ponte dell’Olio (emilián nyelven Al Pont da l'Oli) település Olaszországban, Emilia-Romagna régióban, Piacenza megyében. Lakosainak száma 4628 fő (2023. január 1.). Ponte dell’Olio Bettola, Gropparello, Rivergaro, San Giorgio Piacentino és Vigolzone községekkel határos.

## Népesség
A település lakossága az elmúlt években az alábbi módon változott:
| Lakosok száma | 4742 | 4691 | 4628 |
|               | 2017 | 2018 | 2023 |